# 行政處分
行政處分是行政法學上的重要概念，包含廣義和狹義兩種不同的定義。廣義的行政處分包含了「狹義的行政處分」和「一般處分」。前者「係指行政機關就公法上具體事件所為之決定或其他公權力措施而對外直接發生法律效果之單方行政行為」（中華民國法律《行政程序法》第92條第1項參照），後者則是「狹義行政處分之相對人雖非特定，但依一般性特徵可得確定其範圍者」（同條第2項）。

## 要件
根據中華民國行政程序法（下稱行政程序法）第92條第1項之規定：「本法所稱行政處分，係指行政機關就公法上具體事件所為之決定或其他公權力措施而對外直接發生法律效果之單方行政行為。」由是可知，行政行為，非具備以下要件，不構成行政處分：

### 須為行政機關之行為
行政程序法所使用行政機關一詞，訴願法多作「中央或地方機關」。其實際意義應解為：國家行政機關或地方自治團體（各種次級團體）之行政機關。所謂行政機關在結構上自有別於中央或地方立法機關與司法機關，蓋通常立法機關及司法機關之行為，前者為制定法規，後者為訴訟案件之審判均非行政處分，而中華民國特有之監察機關其有關彈劾、糾舉、糾正及調查等權限行使，既應歸類於準司法機關職權之範圍，自非行政處分。惟對行政機關之界定，除結構上區分之外，尚應採取功能取向之方法，上述中央或地方立法機關、司法機關及監察機關其作為功能上與單方行政行為相當者，亦應認為具有行政機關之地位。本條所指之行政機關，係實質意義之行政機關，除上述機關外，受委託行使之公權力團體或個人亦屬之

### 須為公法行為或公權力行為
國家為達成行政上之任務，得選擇以公法上行為或私法上行為作為實施之手段。行政行為與行政主體私法上行為之主要區別，即在於公權力因素之有無。構成行政處分之意思表示，不同於行政機關居於私人地位所為之表意行為者，亦由於行政處分基於公權力之故。一法律關係之形成可分為兩階段：（1）決定是否為某一行為，屬公法性質；（2）如何為該行為（行為之方式），可能是公法或私法性質。前者可能為行政處分，後者可能為私法契約，適用不同之法則。

### 須為針對具體事件之行為
行政處分乃規制具體事件之行政行為，此一特徵構成行政處分與行政命令之重要區別。其判斷標準可由「事件是具體或抽象」、「規律對象是特定人或可得確定之多數人或不特定人」兩方面綜合判斷之。若事件是具體，規律對象是特定人或可得確定之多數人時，非行政處分即為一般處分。若為不特定人時，如係公物之設定、變更、廢止或其一般使用者，為對物之一般處分，否則是法規。事件是抽象，規律對象是可得確定之多數人或不特定人時，是法規。至於事件是抽象，規律對象是特定人時是法規或行政處分？尚有爭論，但通說認為是行政處分，例如：為防止噪音，禁止某人晚上十點以後施工。

### 須為單方行為
此為行政處分與私法上法律行為與行政契約區別之所在。行政機關基於公權力而產生片面之權威性的羈束力，必要時行政機關尚得以強制手段達成行政處分所欲達成的目標。而私法上法律行為之當事人並不能自行實現，必須取得法院之判決或類似之名義，由法院為強制執行。而行政契約需雙方意思表示互相一致，予行政處分僅為單方行為依然有別。需注意的是「須當事人協力之行政處分」與行政契約的區別：當事人行政處分可分為「須經相對人同意之行政處分」與「須經相對人申請之行政處分」二種，前者，人民之同意，係生效或合法要件，而在行政契約，人民的表示係契約成立要件，欠缺人民表示，則無契約可言。後者，相對人之申請，係行政程序之發動，對規律內容之形成並無影響。且根據行政程序法一百一十四條第一項第一款，須經申請始得作成之行政處分，當事人已於事後提出者，仍得申請補正。此外，行政契約須以書面為之，且須由締約人雙方簽署；行政處分並不一定為書面，縱為書面，亦僅需作成機關簽署即可。

### 須為行政行為
行政行為乃行政機關在公法上之意思表示，且不論是明示或默示，乃至於自動化機器作成之意思表示均屬之。至於雖同為行政機關之行為，但不具備意思表示特徵者，或為單純之動作，即典型事實行為。

### 須發生法律效果
行政處分必須依其行為之客觀涵義具有直接對外發生法律上效果，故有別於「行政內部行為」。但所謂法律效果不必限於公法上效果，因行政處分而發生私法上效果者，在所多有，如主管機關核准專利而創設專利權。

## 行政處分之無效與得撤銷
瑕疵行政處分主要區分為無效處分與得撤銷處分。關於無效處分，台灣通說採「重大瑕疵明顯說」。根據行政程序法第111條之規定，可分為方式欠缺而無效（不能由書面處分中得知處分機關者、應以證書方式作成而未給予證書者）、內容瑕疵而無效（內容對任何人均屬不能實現者，所要求或許可之行為構成犯罪者，內容違背公共秩序、善良風俗者）、無權限而無效（未經授權而違背法規有關專屬管轄之規定或缺乏事務權限者），本條一至六款是重大明顯之例示，除此六種情形外，有「其他具有重大明顯之瑕疵者」亦同。
其中該條第6款規定之「未經授權而違背法規有關專屬管轄之規定或缺乏事務權限者」，吳庚大法官作進一步解釋，認為：該款前段「未經授權而違背法規有關專屬管轄之規定」為使其不致因後段另有「缺乏事務權限」字樣而成無意義之規定，且與同法第115條「關於違背土地管轄效果」條文對照，仍應解釋為違背土地專屬管轄方為正確。此外，「缺乏事務權限」應限縮於重大明顯之情事（例如：由博物館核發建築執照）。因為若僅按照字面上理解，欠缺事務管轄權限之行政處分，充其量為違法，違法不外撤銷而非無效。甚至例外情形，連撤銷皆非必要（行政程序法第18條參照），勢必造成與111條理法本義完全相反之結局。
除此之外，林錫堯大法官引用日本原田上彥之看法，另外附加了「程序上瑕疵而無效」。雖然違反程序規定之行政處分，原則上係得撤銷而非無效，但若程序規定係當事人重要之程序上權利（例如：依法規規定於為某種不利益處分前應舉行聽證），若未履行該程序，完全忽視當事人權利之保障，而使其遭受突來的不利益處分，則該處分無效。
行政處分欠缺合法要件，以得撤銷最常見，行政處分之撤銷，謂將已發生效力但存有瑕疵之處分，原則上溯及的使其失效。違法行政處分之撤銷，視行政處分為授益、負擔或第3人效力而有所不同。分述如下：
「負擔處分」既對人民不利，其撤銷通常不發生既得權或信賴保護問題，故行政機關對違法之負擔處分，得不問其是否已屬確定，得隨時加以撤銷，俾恢復合乎法律之狀態。撤銷違法處分性質上乃行政機關裁量事項，行政機關主觀上不認為其處分違法者，固無庸撤銷，即使有可疑違法，亦不屬非撤銷不可，蓋可聽任相對人尋救濟途徑達到撤銷目的。若法律有特別規定（如行政程序法第117條第1款），限制或禁止撤銷者，從其規定。
「授益處分」之撤銷所應考慮的事項有二：一為依法行政原則、一為信賴保護原則，遵循前者處分既屬違法自應撤銷，依照後者人民因信賴行政處分已取得特定身分或某種權益，即不應再予剝奪。兩者須取得均衡不致偏廢。根據行政程序法第117條第二款，受益人無第119條所列信賴不值得保護之情形，而信賴授予利益之行政處分，其信賴利益顯然大於撤銷所欲維護之公益者，該處分不得撤銷。此外，一旦撤銷應補償受益人之損失。關於「信賴利益」與「撤銷所欲維護之公益」兩者之利益衡量，可考慮幾個因素：程序之種類──經正式程序作成之授益處分信賴度高於非經正式程序作成之授益處分、時間經過──授益處分作成後，時間經過越久，信賴程度越強、撤銷對受益人之效果：受益人受影響程度越強，信賴程度越強、授益處分存續對公益之影響：授益處分存續對公益之影響越不利，受益人信賴度越小。
「第三人效力處分」從理論上而言，可能屬於對相對人為授益性質，而對第3人造成負擔，亦可能屬於對第三人為授益性質，而對相對人造成負擔。前一情形，既係對相對人之授益處分，其撤銷所受限制自然與一般授益處分同，若撤銷係由受負擔效力第三人循爭訟程序所提起，則處分之相對人自無主張信賴保護之餘地，蓋原處分尚未產生確定效果。後一情形，第三人因他人之負擔處分而有授益效果，第三人既非處分之相對人，當無主張信賴保護之可能，適用負擔處分撤銷之法理即可。

## 違法行政處分之維持
行政程序法第一百一十條第三項規定，行政處分未經撤銷、廢止，或未因其他事由而失效者，其效力繼續存在。又第四項規定，無效之行政處分自始不生效力，是故除行政處份無效外，於其他違法之情形，在未經依法撤銷前，具有存續力。惟在某些情形下，原屬違法行政處分之撤銷事由已消滅，或基於其他法律上之原因而不得予以撤銷或不得單獨為爭訟標的，此種現象稱之為違法行政處分之維持。其有以下兩種情形：
- 「違法行政處分之治療」，可分為補正與轉換兩種，所謂補正，指對某種形式上違法但非無效之行政處分，得由行政機關依相當之程序行為予以補充，使之因而成為合法行政處分而言。所謂轉換，乃指將違法之行政處分轉變為另一合法之行政處分而言。轉換之法理基礎，在於使違法行政處分所包含之合法部份，繼續維持其效力，以確保行政處分合法部份之實效與安定，避免該行政處分遭受撤銷而行政機關為達成行政目的必須另作成行政處分。
- 「基於其他原因而維持」，例如：依法不得單獨對聲明不符者、提起訴願或撤銷訴訟經認其爭訟無理由而予以駁回者、因法律或自治條例作合憲之溯及既往之規定，而使原屬違法行政處分獲得合法依據者，以及法律特別規定容許以行政處分治療另依違法之行政處分者。

法規之適用不溯及既往雖為一般法律原則，但仍有例外之情形，合憲之法規為溯及既往之規定（包括過渡條款規定），基於中央法規標準法規定之從新從優原則而適用新法規，與基於行政罰法規定之從新從輕原則而適用新法規皆屬之，現就與本案例相關之從新從優原則做探討。
中華民國中央法規標準法第十八條規定：「各機關受理人民聲請許可案件適用法規時，除依其性質應適用行為時之法規外，如在處理程序終結前，據以准許之法規有變更者，適用新法規。但舊法規有利於當事人而新法規未廢除或禁止所聲請之事項者，適用舊法規。」條文中所謂「新法規」與「舊法規」，均指實體法而言，不包括程序法規。蓋程序法規係依「程序從新」原則適用之。
惟該法第十八條所謂「處理程序終結」可否包括行政救濟程序在內？根據最高行政法院62年判字第507號判例，認為所謂處理程序，並不包括行政救濟程序在內。故主管機關受理人民申請許可案件，其處理程序終結後，在行政救濟程序進行中法規有變更者，仍應適用舊法。若如此，雖可於行政救濟程序中依照最高行政法院62年判字第507號判例駁回其訴願、再訴願、行政訴訟，倘人民再度為申請許可，仍應依新法予以准許，則徒增不便。是故，行政法院亦曾於行政救濟程序進行中法規有變更法令有變更為由，撤銷原處分、訴願決定與再訴願決定（71年判字第68號判決）。
抑有進者，在行政訴訟法上尚有所謂行政處分違法性判斷「基準時」問題，即所謂「處分時說」與「判決時說」之爭。前者主張行政處分違法與否，應以行政處分作成時之法律狀態與事實狀態為準，後者則認為應以判決時之法律狀態與事實狀態為準。而前者又可分為原處分作成時為準與最後官署作成決定時為準。主張「處分時說」者，係基於行政處分事後審查性，並強調行政機關第一次判斷之權限。主張「判決時說」者，則側重人民權利保障時效性與訴訟經濟觀點。林錫堯檢察官認為違法性判斷基準時，固以「處分時說」為原則，但若基於人民權利保障時效性與經濟原則，則宜採「判決時說」。是故中央法規標準法規定之從新從優原則應採「判決時說」，該法第十八條之「處理程序終結」應包括行政救濟程序在內。